# Bernardo Gomes
Bernardo Oneto Gomes (Rio de Janeiro, 12 de novembro de 1993) é um jogador brasileiro de polo aquático.

## Carreira
Bernardo integrou a seleção nacional que disputou o Campeonato Mundial de Esportes Aquáticos de 2011 em Xangai, na China.
Em 2016 esteve representando a equipe que competiu nos Jogos Olímpicos do Rio e finalizou em oitavo lugar.